# Astérix aux Jeux olympiques (jeu vidéo)
Pour les articles homonymes, voir Astérix aux Jeux olympiques.
 (juillet 2012).
Si vous disposez d'ouvrages ou d'articles de référence ou si vous connaissez des sites web de qualité traitant du thème abordé ici, merci de compléter l'article en donnant les références utiles à sa vérifiabilité et en les liant à la section « Notes et références ».
Astérix aux Jeux olympiques (Asterix at the Olympic Games) est un jeu vidéo d'après le film et l'album du même nom sorti en 2007 sur PC, PlayStation 2, Wii, Nintendo DS et en 2008 sur Xbox 360. Tout comme Astérix et Obélix XXL et Astérix et Obélix XXL 2 : Mission Las Vegum sortis auparavant, le jeu a été développé par Étranges Libellules et édité par Atari Inc.

## Histoire
Le terrible Brutus cherchant à devenir César à la place de César fait appel à un dangereux personnage qui vend des objets magiques pour assassinat ou autre ; il découvre une clé bien étrange qu'il utilise pour ouvrir une porte interdimensionnelle menant vers les différents univers de la série Astérix afin de réunir une armée gigantesque (BD, film et sa propre armée) pour conquérir le monde.
Alors Astérix, Obélix, Idéfix, Alafolix et Panoramix (qui a été transformé en dessin de BD à la Uderzo) vont à Olympie pour faire les Jeux olympiques avec leur compagnon Sam Fishaure qui les aidera tout au long de cette aventure.
Le mode Aventure n'existe pas dans la version DS.

## Personnages
Mis à part Astérix, Obélix, Panoramix, Idéfix et Alafolix, les personnages importants sont :
- Sam Fichaure, tel qu'il apparait dans l'opus précédent, Astérix et Obélix XXL 2 : Mission Las Vegum. Son nom est un clin d'œil au personnage de Sam Fisher de la série des Splinter Cell. Il fait son retour dans cet épisode pour aider les gaulois à vaincre Brutus.
- Brutus : Le fils de l'empereur. Il a trois objectifs : anéantir son père, gagner les jeux olympiques et dominer le monde avec son armée.
- Docteurmabus : Druide ? Sorcier ? Devin ? On ne connait pas le métier de cet homme. On apprend tout de même qu'il a donné la clé surdimentionnelle à Brutus et qu'il aide ce dernier à tuer l'empereur. Son nom est un clin d'œil au Docteur Mabuse.
- Les trois juges : ces grecs sont les juges des jeux olympiques. Ils aident nos amis à gagner les jeux olympiques. Ils ont trois fonctions différentes :
  - Un s'occupe du stand d'achats de combos.
  - Un autre s'occupe du stand de sauvegarde présent presque partout dans le jeu.
  - Le dernier est devant deux gardes grecs, il est le vigile de la porte qui donne accès au stade olympique. Il donne aussi les épreuves à Astérix et Obélix.

### Types de légionnaires
- Romains normaux : les légionnaires de base habillés en noir et armés de pilum.
- Romains défensifs : les mêmes que les légionnaires de base a la différence qu'ils ont des boucliers en plus de leur épée.
- Romains à glaives : des romains sans pilum, ni bouclier, mais lançant des glaives sur Astérix et Obélix.
- Romains balèzes : romains plus musclés que les autres.
- Pasunmodplus : comme son nom l'indique, il ne sais pas parler: il est muet. C'est le centurion de l'armée de Brutus, il est chargé de monter la garde dans la ville olympique.
- Romains colorés : ces légionnaires de base sont un peu particuliers: ils sont nécessaires pour remplir une cible à romain de la même couleur que son armure (ainsi, les romains bleus doivent être envoyés dans la cible bleue).
- Romains colorés sonores : ils n'apparaissent que quand on actionne une boîte musicale ou dans l'épreuve olympique: Romanophone. Selon leur couleur, ils font des sons différents. Il y existe des bleus, des rouges, des jaunes et des verts.
- Romains réels : des romains noirs comme dans le film Astérix aux Jeux Olympiques. Ils n'apparaissent que dans le combat final face à Brutus.
- Romains B.D. : des romains plats comme une feuille de bande dessinée d'Astérix dessiné par le travail d'Uderzo. N'apparaissent également que dans le combat final.

## Chapitres
- La cueillette au sanglier : Le début de l'aventure. Il faut attraper cinq sangliers pour remplir ses boucliers puis retourner au village.
- Arrivé au village olympique : L'arrivée à Olympie. Il faut réussir le test d'aptitude proposé par les juges et commencer les épreuves olympiques.
- Les 3 cyprès rouges : L'arrivée à l'entrée du repaire du Docteurmabus, il vous faut ouvrir la porte en remplissant deux cibles a ballons.
- L'antre de Docteurmabus : Le lieu est plein d'objets dangereux. Prenez garde à ne pas tomber, rattrapez Docteurmabus et sortez de cet endroit.
- À la poursuite de Docteurmabus : Une course de char entre Docteurmabus et vous. Gagnez cette course pour passer au chapitre suivant.
- Le lendemain matin : Réussissez d'autres épreuves olympiques et rendez vous à la Zone V.I.P., l'endroit où se cache Brutus.
- À la recherche de Brutus : Trouvez un moyen de pénétrer dans les appartements de Brutus.
- Perdu dans les souterrains : Après un piège tendu par Brutus (une explosion) vous voilà sous la ville, perdu dans des souterrains. Il faudra se creuser les méninges si vous voulez sortir de ces lieux.
- Face à Brutus : Gagnez la course de char face à Brutus, poursuivez-le et affrontez son armée de 1 000 000 de romains !

## Combos
Ils peuvent être achetés dans le stand des combos près de l'entrée du stade.
- Fouet : un Romain peut être saisi comme fouet et balayer plus d'ennemis qu'avec des baffes.
- Super fouet : version plus puissante que le fouet.
- Manchette : Astérix et Obélix peuvent donner des manchettes aux romains.
- Marteau-pilon : un Romain peut être utilisé comme un marteau-pilon dont l'impact assomme les ennemis.
- Flamme : le fouet et le marteau-pilon sont tout en flamme, ce combo est idéal quand il s'agit d'éliminer des Romains en grande quantité sans l'effet de la potion magique.
- Super flamme : version plus puissante que la flamme.
- Twister : la tornade mythique réapparaît dans ce jeu après être passée dans le premier opus et le second de la série XXL ! Astérix et Obélix se transforment en tornade qui aspire une grande quantité d'ennemis à chaque seconde. C'est le seul combo qu'il faut exécuter seulement quand Astérix est sous effet de potion.

## Voix originales
- Leslie Clark : Astérix, Jules César, Néofrommatrix
- Paul Bandey : Obélix, Panoramix
- Saul Jephcott : Sam Fichaure
- Matthew Géczy : Marcus Brutus
- David Gasman : Docteurmabus, Silencius

## Voix françaises
- Roger Carel : Astérix
- Jacques Frantz : Obélix
- Benoît Poelvoorde : Brutus
- Jacques Chambon : Sam Fichaure

## Les épreuves olympiques

### Versions Wii, PC, PlayStation 2 et Xbox
Elles peuvent être jouées en mode olympique ou pendant l'aventure :
- Le saut en longueur : Sauter sur une longueur de sable et arriver assez loin pour remporter l'épreuve.
- La course à pied : Deux athlètes sont sur la ligne de départ et doivent franchir la ligne d'arrivée en courant. Donner des coups à l'adversaire vous fait gagner de la longueur.
- Le tir à la corde : Les deux participants doivent tirer une longue corde et doivent faire tomber l'autre dans la flaque de boue au milieu d'eux.
- Crapoball : Épreuve inventée. Elle se déroule sur un terrain de tennis, des crapo-ballons (des ballons gonflés par des crapauds) tombent partout sur le terrain. Le but est de renvoyer ces ballons dans le camp adverse et d'en avoir le moins possible à la fin du temps imparti.
- Le roi de l'arène : Épreuve inventée. Les deux participants sont sur une plate forme au-dessus du stade avec des Romains à bord. Il faut dégommer plus de Romains que son adversaire avant la fin du temps imparti. Envoyer des Romains sur les cibles à romains fait gagner des points supplémentaires.
- Le lancer de marteau : Lancer un marteau afin d'enfoncer un énorme clou dans une cible. Plus le clou va loin, plus il y a des chances que vous réussissez cette épreuve.
- Le lancer de javelot : Lancer un javelot le plus loin possible de l'arène.
- La romainphone : Épreuve inventée. Il faut jouer la bonne musique avant son adversaire en tapant les romains de couleurs sonores.
- La course de char : Finir la course avec un char en meilleur état que son adversaire ou simplement démolir le char adverse.

### Version DS
Dans la version DS, le jeu est uniquement un jeu vidéo de sport qui propose 40 épreuves réparties selon les nationalités des athlètes opposés. Elles sont pratiquées soit par Astérix, soit par Obélix :
| Équipe     | Épreuves              | Athlète         |
| ---------- | --------------------- | --------------- |
| Gauloise   | 100m                  | Astérix         |
| Gauloise   | Yoyo                  | Obélix          |
| Gauloise   | Barre fixe            | Astérix         |
| Gauloise   | Lancer de menhir      | Obélix          |
| Égyptienne | 400m                  | Astérix         |
| Égyptienne | Houla hoop            | Obélix          |
| Égyptienne | Lancer de marteau     | Obélix          |
| Égyptienne | Saut à la perche      | Astérix         |
| Égyptienne | Ball-trap             | Astérix         |
| Grecque    | Course en sac         | Obélix          |
| Grecque    | Punching-ball         | Obélix          |
| Grecque    | 110m haies            | Astérix         |
| Grecque    | Lancer de colonne     | Obélix          |
| Grecque    | Saut en hauteur       | Astérix         |
| Grecque    | Prépare la potion     | Astérix         |
| Romaine    | Pompes                | Astérix         |
| Romaine    | Crapaud but           | Obélix          |
| Romaine    | Haltérophilie         | Obélix          |
| Romaine    | Lancer de disque      | Astérix         |
| Romaine    | Lancer de javelot     | Astérix         |
| Goth       | Course en sac         | Obélix          |
| Goth       | Lancer de sanglier    | Obélix          |
| Goth       | Courte échelle        | Astérix, Obélix |
| Goth       | Baffe gladiateurs     | Obélix          |
| Corse      | 400m haies            | Astérix         |
| Corse      | Lancer de brebis      | Obélix          |
| Corse      | Triple saut           | Astérix         |
| Corse      | Attrape le sanglier   | Obélix          |
| Normande   | Pompes                | Astérix         |
| Normande   | 400m haies            | Astérix         |
| Normande   | Taille de menhirs     | Obélix          |
| Normande   | Baffer des romains    | Obélix          |
| Normande   | LégioTaupe            | Obélix          |
| Normande   | Extinction de torches | Astérix         |
| Ibère      | Curling               | Astérix, Obélix |
| Ibère      | Corde à sauter        | Astérix         |
| Ibère      | Cheval d'arçons       | Astérix         |
| Ibère      | Tir à la catapulte    | Astérix         |
| Ibère      | Saut en longueur      | Astérix         |
| Celte      | 400m                  | Astérix         |
| Celte      | Haltérophilie         | Obélix          |
| Celte      | Lancer de javelot     | Astérix         |
| Celte      | Dévorer des sangliers | Obélix          |
| Pirate     | 100m                  | Astérix         |
| Pirate     | Tir à la catapulte    | Astérix         |
| Pirate     | Yoyo                  | Obélix          |
| Pirate     | Fouetter des lions    | Astérix         |
| Pirate     | Couper des arbres     | Obélix          |
| Pirate     | Tir à la sarbacane    | Astérix         |